# Академічне веслування на літніх Олімпійських іграх 2016 — вісімки (жінки)
Змагання з академічного веслування серед вісімок (жінки) на літніх Олімпійських іграх 2016 пройшли з 8 по 13 серпня в Лагуні Родрігу-ді-Фрейташ. Участь брали 63 спортсменки.

## Призери
| Золото | Срібло | Бронза |
| США Аманда Елмор, Тесса Гоббо, Елль Логан, Меган Мусніцькі, Аманда Полк, Емілі Реган, Лорен Шметтерлінг, Керрі Сіммондс, Кейтлін Снайдер (стернова) | Велика Британія Карен Беннетт, Олівія Карнегі-Браун, Джессіка Едді, Кетрін Грівс, Френсіс Готон, Зої Лі, Поллі Свонн, Мелані Вілсон, Зої де Толедо (стернова) | Румунія Мадаліна Берес, Андрея Бог'ян, Аделіна Богуш, Роксана Коджану, Юліана Попа, Лаура Опря, Міхаела Петріла, Йоана Струнгару, Даніела Друнча (стернова) |

## Рекорди
Станом на 8 серпня 2016 світовий і олімпійський рекорди були такими:
| Світовий рекорд     | США | 05:54,160 | Люцерн, Швейцарія | 14 липня 2013  |
| Олімпійський рекорд | США | 05:56,550 | Афіни, Греція     | 15 серпня 2012 |

## Розклад
Час місцевий (UTC−3).
| Дата      | Час         | Раунд            |
| --------- | ----------- | ---------------- |
| 8 серпня  | 11:10–11:20 | Попередній етап  |
| 10 серпня | 10:00       | Відбірковий етап |
| 13 серпня | 11:24       | Фінал            |

## Змагання

### Попередній етап
Перші екіпажи з кожного заїзду безпосередньо проходять до фіналу змагань. Всі інші екіпажи потрапляють у відбірковий заїзд, де будуть розіграні ще чотири місця до фіналу.

#### Заїзд 1
| Місце | Спортсмени | Збірна     | Час     |
| ----- | --- | ---------- | ------- |
| 1     | Аманда Елмор, Тесса Гоббо, Елль Логан, Меган Мусніцькі, Аманда Полк, Емілі Реган, Лорен Шметтерлінг, Керрі Сіммондс, Кейтлін Снайдер (стернова)        | США        | 6:06.34 |
| 2     | Віанка ван Дорп, Софі Сауер, Ліс Рустенбург, Йосе ван Вен, Елізабет Хогерверф, Клаудія Бельдербос, Моніка Ланц, Олівія ван Роєн, Ае-Рі Норт (стернова) | Нідерланди | 6:14.36 |
| 3     | Мадаліна Берес, Андрея Бог'ян, Аделіна Богуш, Роксана Коджану, Юліана Попа, Лаура Опря, Міхаела Петріла, Йоана Струнгару, Даніела Друнча (стернова)    | Румунія    | 6:16.24 |
| 4     | Альберт, Моррісон, Хейган, Волкер, Гудмен, Олдерсей, Стефан, Сазерленд, Бантинг                                                                        | Австралія  | 6:22.68 |

#### Заїзд 2
| Місце | Спортсмени | Збірна          | Час     |
| ----- | --- | --------------- | ------- |
| 1     | Карен Беннетт, Олівія Карнегі-Браун, Джессіка Едді, Кетрін Грівс, Френсіс Готон, Зої Лі, Поллі Свонн, Мелані Вілсон, Зої де Толедо (стернова)                  | Велика Британія | 6:09.52 |
| 2     | Женев'єв Берент, Келсі Бівен, Емма Дайк, Керрі Говлер, Грейс Прендергаст, Кайла Пратт, Ребекка Сковн, Рубі Тью, Френсіс Тернер (стернова)                      | Нова Зеландія   | 6:12.05 |
| 3     | Ешлі Брозович, Сюзанн Ґрейнджер, Дженніфер Мартінс, Наталі Мастраччі, Крісті Нерс, Ліза Роман, Крістін Роупер, Лорен Вілкінсон, Леслі Томпсон-Віллі (стернова) | Канада          | 6:12.44 |

### Відбірковий етап
Остання команда займає 7-е місце.
| Місце | Спортсмени | Збірна        | Час     |
| ----- | --- | ------------- | ------- |
| 1     | Ешлі Брозович, Сюзанн Ґрейнджер, Дженніфер Мартінс, Наталі Мастраччі, Крісті Нерс, Ліза Роман, Крістін Роупер, Лорен Вілкінсон, Леслі Томпсон-Віллі (стернова) | Канада        | 6:28,07 |
| 2     | Мадаліна Берес, Андрея Бог'ян, Аделіна Богуш, Роксана Коджану, Юліана Попа, Лаура Опря, Міхаела Петріла, Йоана Струнгару, Даніела Друнча (стернова)            | Румунія       | 6:32,63 |
| 3     | Женев'єв Берент, Келсі Бівен, Емма Дайк, Керрі Говлер, Грейс Прендергаст, Кайла Пратт, Ребекка Сковн, Рубі Тью, Френсіс Тернер (стернова)                      | Нова Зеландія | 6:34,90 |
| 4     | Віанка ван Дорп, Софі Сауер, Ліс Рустенбург, Йосе ван Вен, Елізабет Хогерверф, Клаудія Бельдербос, Моніка Ланц, Олівія ван Роєн, Ае-Рі Норт (стернова)         | Нідерланди    | 6:35,96 |
| 5     | Альберт, Моррісон, Хейган, Волкер, Гудмен, Олдерсей, Стефан, Сазерленд, Бантинг                                                                                | Австралія     | 6:40,45 |

### Фінал
| Місце | Спортсмени | Збірна          | Час     |
| ----- | --- | --------------- | ------- |
| 1     | Аманда Елмор, Тесса Гоббо, Елль Логан, Меган Мусніцькі, Аманда Полк, Емілі Реган, Лорен Шметтерлінг, Керрі Сіммондс, Кейтлін Снайдер (стернова)                | США             | 6:01.49 |
| 2     | Карен Беннетт, Олівія Карнегі-Браун, Джессіка Едді, Кетрін Грівс, Френсіс Готон, Зої Лі, Поллі Свонн, Мелані Вілсон, Зої де Толедо (стернова)                  | Велика Британія | 6:03.98 |
| 3     | Мадаліна Берес, Андрея Бог'ян, Аделіна Богуш, Роксана Коджану, Юліана Попа, Лаура Опря, Міхаела Петріла, Йоана Струнгару, Даніела Друнча (стернова)            | Румунія         | 6:04.10 |
| 4     | Женев'єв Берент, Келсі Бівен, Емма Дайк, Керрі Говлер, Грейс Прендергаст, Кайла Пратт, Ребекка Сковн, Рубі Тью, Френсіс Тернер (стернова)                      | Нова Зеландія   | 6:05.48 |
| 5     | Ешлі Брозович, Сюзанн Ґрейнджер, Дженніфер Мартінс, Наталі Мастраччі, Крісті Нерс, Ліза Роман, Крістін Роупер, Лорен Вілкінсон, Леслі Томпсон-Віллі (стернова) | Канада          | 6:06.04 |
| 6     | Віанка ван Дорп, Софі Сауер, Ліс Рустенбург, Йосе ван Вен, Елізабет Хогерверф, Клаудія Бельдербос, Моніка Ланц, Олівія ван Роєн, Ае-Рі Норт (стернова)         | Нідерланди      | 6:08.37 |